# Jättursö
Jättursö är en ö i Finland. Den ligger i Finska viken och i kommunerna Sjundeå och Ingå i landskapet Nyland, i den södra delen av landet. Ön ligger omkring 39 kilometer väster om Helsingfors.
Öns area är 13,4 hektar och dess största längd är 0,5 kilometer i sydväst-nordöstlig riktning. Ön höjer sig omkring 25 meter över havsytan.